# بطريركية الأمم الأرثوذكسية

بطريركية الأمم الأرثوذكسية هي كنيسة أرثوذكسية شرقية تعترف بنفس الإيمان لجميع العائلات الأرثوذكسية في العالم كجميع الكنائس الأرثوذكسية مثل الكنيسة اليونانية والروسية والرومانية والبلغارية والصربية والأوكرانية، والجورجية. 
وهي الكنيسة الأرثوذكسية المحلية في فرنسا وليتورجيتها الرسمية هي الليتورجيا البيزنطية ليتورجية القديس يوحنا الذهبي الفم علىً مدار العام وليتورجية القديس باسيليوس الكبير في مناسبات الميلاد والصيام الاربعيني. كما أيضا تستخدم الألحان الثمانية البيزنطية مثل جميع الكنائس الارثوذكسية الشرقية ولها تواجد ونشاط في القارات الخمس.
وهي كنيسة أرثوذكسية كاملة بجميع الأسرار المقدسة السبعة وجميع درجات سر الكهنوت وتؤمن ايمان كامل بالمجامع المسكونية السبعة المقدسة مثل سائر الكنائس الأرثوذكسية الشرقية أي أنها كنيسة سرائرية آبائية أرثوذكسية مستقيمة حيث انها حافظت على تعاليم المسيح، وعلى تعاليم سادتنا الآباء الرسل القديسين وعلي التفسير الأرثوذكسي الصحيح للكتاب المقدس المتمثل في تفاسير الآباء القديسين الاولين واباء المجامع المسكونية السبعة المقدسة.
بطريرك الكنيسة هو نيقولاوس الأول بطريرك فرنسا وسائر غرب أوروبا والشتات الأرثوذكسي ورئيس اساقفة باريس للروم الارثوذكس الغربيين. ولد البطريرك نيقولاوس الأول في فرنسا، في 30 مارس 1952، تحت الاسم المدني كريستيان دوفال.
واصبح راهباً ارثوذكسياً قانونياً عام 1982. في عام 1983 تم تعيينه شماسًا، وفي 9 أبريل 1985، تم تعيينه كاهنًا في دير القديس ميخائيل، في جنوب فرنسا بيد سيادة الاسقف فيجيل.
تمت رسامته الاسقفية بيد البطريرك بوريس الأول بطريرك اوكرانيا للكنيسة الأوكرانية الأرثوذكسية المستقلة UAOC-C
وقد شارك قداسته كعضو في المجمع المقدس الأوكراني في اختيار وتنصيب البطريرك موسى كبطريرك جديد لكرسي الكنيسة الأوكرانية الأرثوذكسية المستقلة UAOC-C في الأول من فبراير عام 2005
انتخب البطريرك نيقولاوس بالإجماع في المجمع المقدس المكون من 27 ميتروبوليت واسقف في أكتوبر 2011.
اما الآن فإن المجمع المقدس للكنيسة الأرثوذكسية للأمم يضم 86 ميتروبوليت وأسقف، موزعين على الخمس قارات ويرأس البطريرك جميع منظمات الكنيسة.